# Modesta Victoria
El Modesta Victoria es un buque de pasajeros argentino que circula en el Lago Nahuel Huapi, dentro del Parque nacional del mismo nombre en la provincia de Río Negro.
Fue construido en 1937 en el astillero neerlandés N.V. Verschure & Co, y botada al lago el 10 de noviembre de 1938. En 1939 comenzó a ser operada por la Dirección de Parques Nacionales. Desde 1969, lo opera la compañía Turisur.
Debe su nombre a una embarcación anterior, "La Modesta de O’Connor", que, comandada por el teniente Eduardo O'Connor, se convirtió en la primera en ingresar al Nahuel Huapi desde el Atlántico, a través del Río Limay.
En el buque han viajado Barack Obama, Bill Clinton, el Che Guevara, Dwight Eisenhower, el Sah de Persia, Reza Pahlevi, y su esposa Farah Diba.

## Historia
El barco fue concebido por la Dirección General de Navegación y Puertos. El 21 de noviembre de 1935, la Dirección de Parques Nacionales argentina, bajo la dirección de Exequiel Bustillo, lanzó una licitación para la construcción de un buque para el Lago Nahuel Huapi. Se presentaron cinco empresas, cuatro argentinas y Verchure, de Países Bajos. La licitación fue ganada por los astilleros Verchure en Ámsterdam. El proceso de construcción fue supervisado por el ingeniero Manuel Bianchi (quien había estado involucrado en la construcción de la Fragata Sarmiento tiempo antes), quien como Inspector de Obra hizo más de 700 observaciones sobre disconformidades en la construcción.

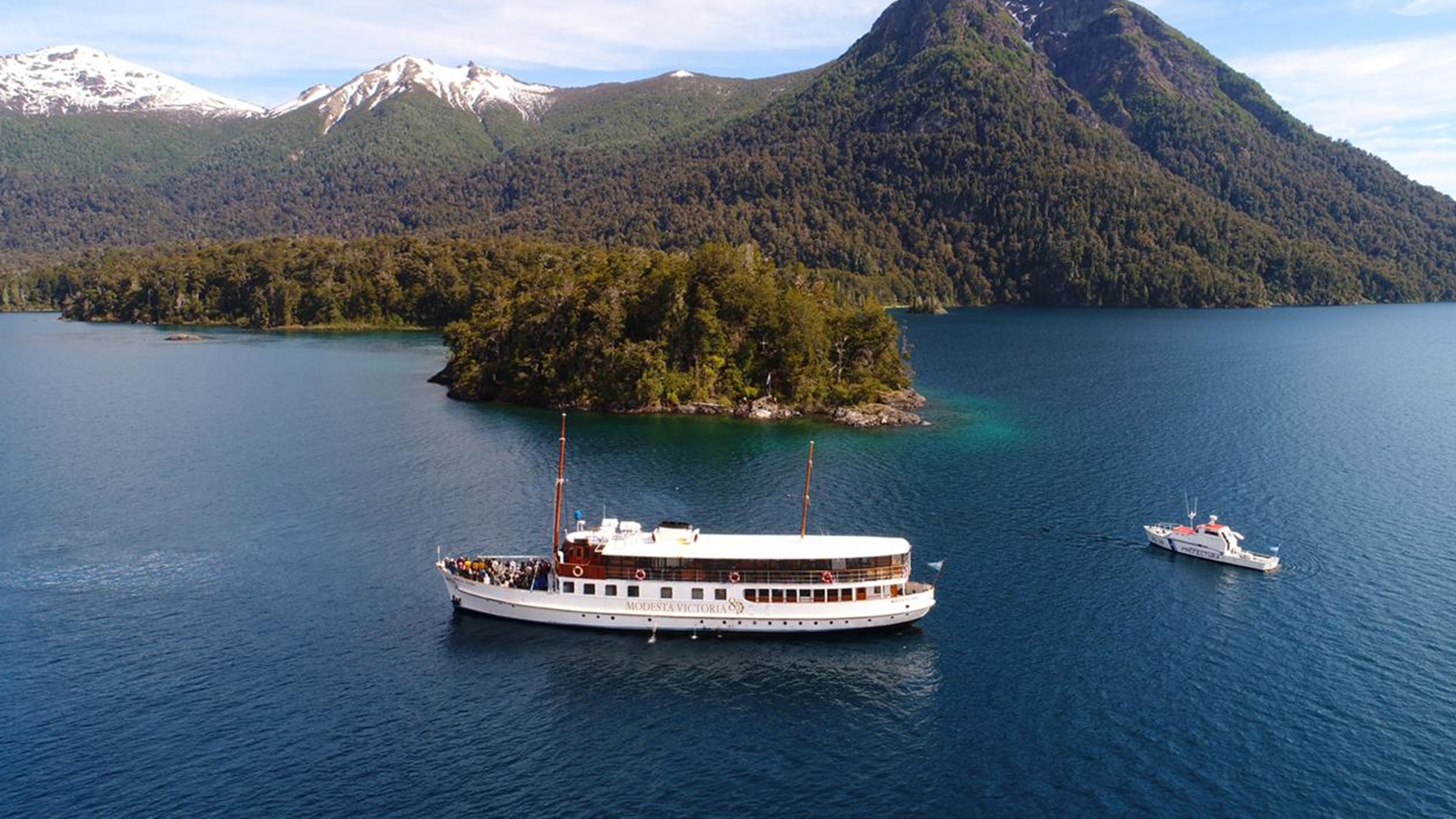
Modesta Victoria frente a la Isla Centinela

La embarcación fue construida y armada en Países Bajos, y luego desarmada para su transporte por barco hasta Buenos Aires y desde allí, por ferrocarril hasta el lago. En Bariloche, fue ensamblada bajo la supervisión de Manuel Bianchi, y, utilizando un varadero cercano a la estación ferroviaria, botada en el cuerpo de agua el 10 de noviembre de 1938.
En enero de 1939 comenzó a ser operada, al servicio de la Compañía de Transportes Expreso Villalonga. El primer viaje fue realizado el 12 de enero de 1939. En ese entonces, realizaba distintos recorridos dentro del lago: Puerto Blest, Isla Victoria (entonces denominada Isla Anchorena), La Angostura y al Hotel Correntoso.
Posteriormente, su explotación fue transferida a la Prefectura General Marítima, para tiempo después volver a manos de Parques Nacionales.
En 1944, trasladó los restos del Perito Francisco Moreno hasta la Isla Centinela, donde permanecen hasta hoy en día.
En 1968, la Administración de Parques Nacionales determinó que su explotación generaba pérdidas, por lo que se decidió llamar a licitación para vender la embarcación. El 12 de diciembre de 1968 se abrieron los sobres, y fue adjudicada a la única empresa que se presentó, Turisur. Fue vendida a este operador turístico con la condición de que fuese mantenida en buen estado y siguiese navegando el Nahuel Huapi. Fue reacondicionada y ampliada por la empresa: se le realizó un cerramiento de vidrio y se le cambiaron los motores.

## Características técnicas
Originalmente, la nave contaba con capacidad para 165 pasajeros. Actualmente, puede transportar hasta 300 personas.
Posee tres cubiertas. Cuenta con pisos de teca, herrajes de bronce y tulipas de alabastro.